# Tjiatura
Tjiatura er en by i Imereti-regionen i det vestlige Georgien. Siden velmagtsdagene i 1970erne og 1980erne er befolkningstallet faldet fra over 30.000 til omkring 15.000.
Tjiatura ligger midt inde i landet i en bjergdal i Kaukasus ved bredden af Kvirila-floden. Siden 1879 har der været en stor produktion af mangan. Regionen var tidligere verdens vigtigste sted for udvinding af metallet. Da det sovjetiske hjemmemarked forsvandt i 1991, blev industrien nærmest udslettet. Stærkt svækket af markedsøkonomiens helt anderledes vilkår kæmper enkelte fabrikker videre under en lang og svær tilpasningsproces. Tjiatura var tidligere en sovjetisk mønsterby, hvor indbyggerne nød høj levestandard. Mineindustrien tiltrak de bedste ingeniører og andre højtuddannede specialister fra hele USSR.
Byen er særlig kendt for sine talrige svævebaner, både til persontransport og til at transportere manganmalm til legeringsfabrikken i Zestaphoni. Den første linje til persontransport blev taget i brug i 1953. Tjiatura har stadig mere end 40 svævebanelinjer.
I 1905 var den unge Josef Stalin ofte i Tjiatura. Det var året, da revolution og optøjer bredte sig i hele det russiske imperium, som Georgien var en del af. Sovjetunionens senere diktator var her for at tale bolsjevikkernes sag og organisere minearbejdere, der levede under kummerlige forhold.

## Internationale relationer

### Venskabsbyer
- Keila, Estland
- Sigulda, Letland